# Ободовцы
Ободовцы (бел. Абадоўцы) — деревня в Вилейском районе Минской области Белоруссии, в составе Ильянского сельсовета. Население 302 человека (2009).

## География
Деревня находится в нескольких сотнях метров к северу от центра сельсовета, агрогородка Илья и в 25 км к юго-востоку от райцентра, города Вилейка. В 6 км к северо-западу от Ободовцев расположено Вилейское водохранилище, в 3 км к востоку протекает река Илия, приток Вилии. Через Ободовцы проходит автодорога Р58, ближайшая ж/д станция в Вилейке.

## История
С 1793 года после второго раздела Речи Посполитой Ободовцы, как и вся Вилейщина, входили в состав Российской империи, был образован Вилейский уезд в составе сначала Минской губернии, а с 1843 года Виленской губернии.
В XIX веке Ободовцы принадлежали роду Богдановичей. Всего в регионе Богдановичам принадлежало семь усадеб, но постоянно они проживали именно в Ободовцах. После подавления восстания 1863 года имение было отобрано в государственную казну за участие Оттона Богдановича в восстании, но впоследствии было возвращено Богдановичам. Усадебный дом был возведён в последней четверти XIX века. Помимо него в состав усадьбы входили католическая часовня-усыпальница (единственное полностью сохранившееся здание), винокурня и несколько хозпостроек. Центральное место в планировке усадьбы было отведено парку в форме прямоугольника, окружённого по периметру аллеями.
После подписания Рижского мирного договора (1921) Ободовцы перешли в состав межвоенной Польши, причём граница прошла рядом с деревней. К югу от деревни было возведено здание погранзаставы. С 1939 года Ободовцы в составе БССР.
В годы Великой Отечественной войны Ободовцы находились под немецкой оккупацией с июня 1941 по июль 1944 года. Усадебный дом полностью сгорел. После войны католическая часовня была закрыта и в ней был устроен склад ядохимикатов. Заброшенное здание бывшей погранзаставы разобрано в 90-е годы XX века. К началу XXI века от усадебных построек сохранились только часовня, руины винокурни и несколько бывших хозпостроек.
В 1990 году часовня возвращена Католической церкви, до 1994 года шла реставрация. Останки из склепа в часовне были перезахоронены рядом с ней. Часовня была освящена во имя Божией Матери и в настоящее время служит филиальной часовней католического храма Святого Сердца в Илье.

## Население
- 1921 год ― 123 человека[5]
- 1931 год ― 162 человека[6]

## Достопримечательности
- Католическая часовня (середина XIX века)
- Руины винокурни и хозпостроек бывшей усадьбы Богдановичей.

| Часовня-усыпальница рода Богдановичей | Разрушенная винокурня имения Богдановичей |